# نودة شريف
نودة شريف (بالفارسية: نوده شریف) هي قرية تقع في غلستان في إيران. يقدر عدد سكانها بـ 607 نسمة بحسب إحصاء 2016.